# Louise-Cathérine Breslau

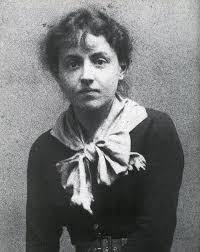
Louise Catherine Breslau

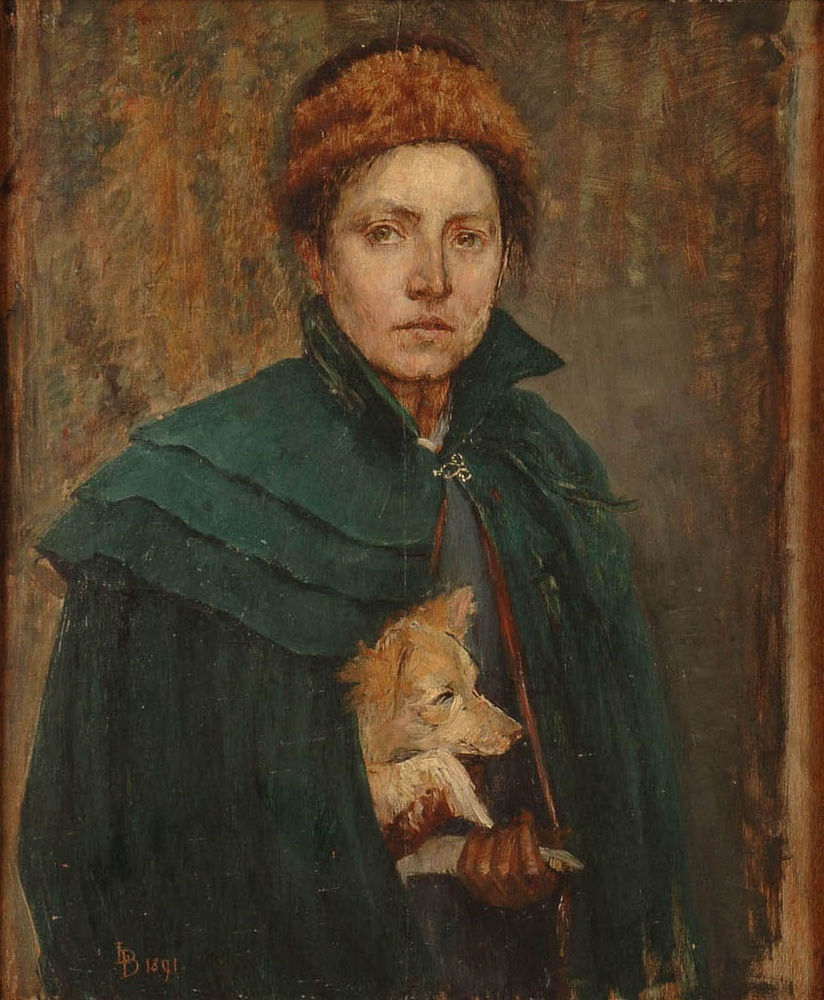
Selbstporträt von Louise Catherine Breslau (1891, Musée d’Art moderne et contemporain de Strasbourg)

Louise Catherine Breslau, eigentlich Maria Luise Katharina Breslau (* 6. Dezember 1856 in München; † 12. Mai 1927 in Neuilly-sur-Seine bei Paris) war eine deutsch-schweizerische Lithografin und Pastellzeichnerin zwischen Naturalismus und Impressionismus.

## Leben
Maria Luise Katharina Breslau war die Tochter des Arztes Bernhard Breslau und seiner Ehefrau Katharina Freiin von Brandenstein. Im Jahr 1858 übersiedelten ihre Eltern nach Zürich, da ihr Vater den Posten des Chefarztes der Geburtshilfe und Gynäkologie an der Universität Zürich angeboten bekam. Nachdem ihr Vater im Dezember 1866 an einer bei der Arbeit zugezogenen Infektion verstorben war, wurde Luise Katharina in einem Kloster in der Nähe des Bodensees erzogen.
Ihre ersten Zeichenstunden erhielt sie bei dem Maler Eduard Pfyffer, der ihr eindringlich zur Fortsetzung des Studiums in Paris riet. In Begleitung der Mutter ging Breslau 1876 nach Frankreich, um sich bei Tony Robert-Fleury an der renommierten Académie Julian in Paris weiterzubilden. An der Académie zog die junge Malerin durch ihr großes zeichnerisches Talent die Aufmerksamkeit ihrer Lehrer auf sich, aber auch die Eifersucht einiger Klassenkameraden, einschließlich der russischen Malerin Marie Bashkirtseff. In ihren Tagebüchern beschrieb Bashkirtseff die Entwicklungsphase der Breslau ausführlich bis 1881. Im Jahr 1879 fand Breslaus erste Ausstellung im Salon de Paris statt, an dem sie sich in der Folge bis 1891 regelmäßig beteiligte; 1889 und 1900 erhielt sie auf den Pariser Weltausstellungen die Goldmedaille. In dieser Zeit eröffnete sie ihr erstes Atelier in Paris und änderte ihren Namen in Louise Catherine Breslau.
Bis Ende des Jahrhunderts blieb Paris der künstlerische Bezugspunkt Breslaus. Dort pflegte sie Freundschaft und Austausch mit Edgar Degas, Henri Fantin-Latour, Jules Bastien-Lepage und Jean-Louis Forain. Auf Studienreisen in die Bretagne fand sie die Bekanntschaft zu den schwedischen Malern Ernst Josephson und Allan Österlind, später hatte sie eine enge Bindung mit dem Bildhauer Émile-Antoine Bourdelle.
Ab 1890 verlagerte sich ihr Wirkungskreis in die Schweiz, dort nahm sie häufig an der Nationalen Kunstausstellung teil. 1900 zog sie mit ihrer langjährigen Kollegin, der Kunsthandwerkerin Madeleine Zillhardt, in ein Atelierhaus nach Neuilly-sur-Seine bei Paris. Zillhardt war ihre Muse, Modell, Vertraute und Förderin. 1901 wurde Breslau zum Ritter der Ehrenlegion ernannt. 1904 wurden ihre Werke beim Galeristen Georges Petit gezeigt und 1910 bei Paul Durand-Ruel. Mit dem Ausbruch des Ersten Weltkriegs verlor sie die engen Pariser Kontakte und zunehmend ihre künstlerische Publizität. Erst im Jahr 1921 brachte ihr das Porträt des Philosophen Anatole France wieder ein stärkeres öffentliches Interesse ein.
Louise Catherine Breslau starb am 12. Mai 1927 nach langer Krankheit in Neuilly-sur-Seine. Sie wurde auf dem Friedhof der Stadt Baden, im Kanton Aargau, neben ihrer Mutter bestattet. Das Grab auf dem ehemaligen Stadtfriedhof besteht bis heute (Stand Mai 2017).

## Werke (Auswahl)
- Freundinnen (1881, Musée d’art et d’histoire, Genf)
- Fünfuhrtee (1883, Kunstmuseum Bern)
- Gegenlicht (1888, Kunstmuseum Bern)
- Englische Künstlerin (1881)
- Deutsche Lehrerin (1884)
- Porträt von Gaetano Braga (1880)
- Gamines (1890/1893, Musée Comtadin-Duplessis, Carpentras)
- Dame vor dem Spiegel (1904, Kunstmuseum Basel)
- La vie pensive (1908, Musée cantonal des beaux-arts de Lausanne)
- Die Künstlerin und ihr Modell (1921, Musée d’art et d’histoire, Genf)

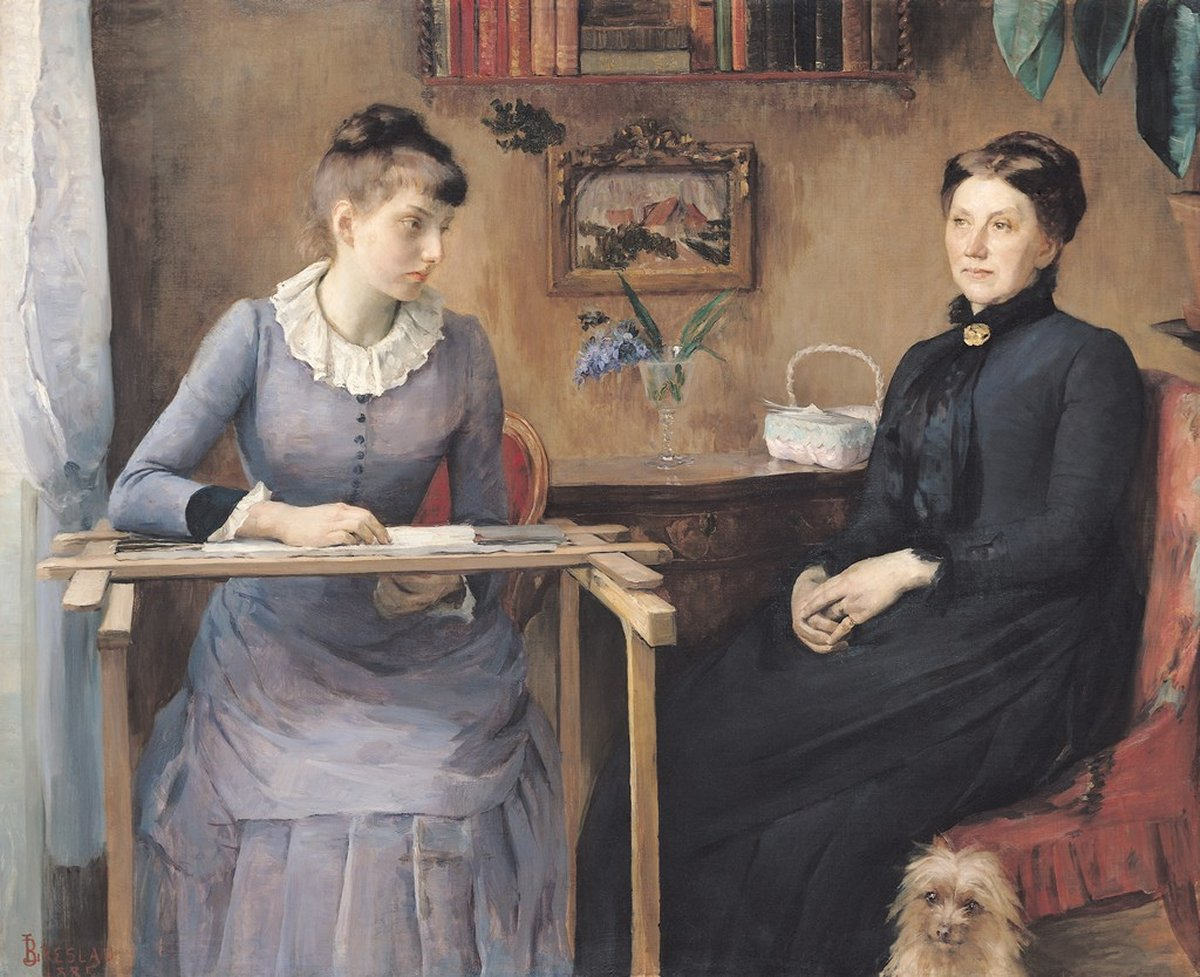
Chez soi ou Intimité. Louise Catherine Breslau mit ihrer Mutter, Öl auf Leinwand (1885)
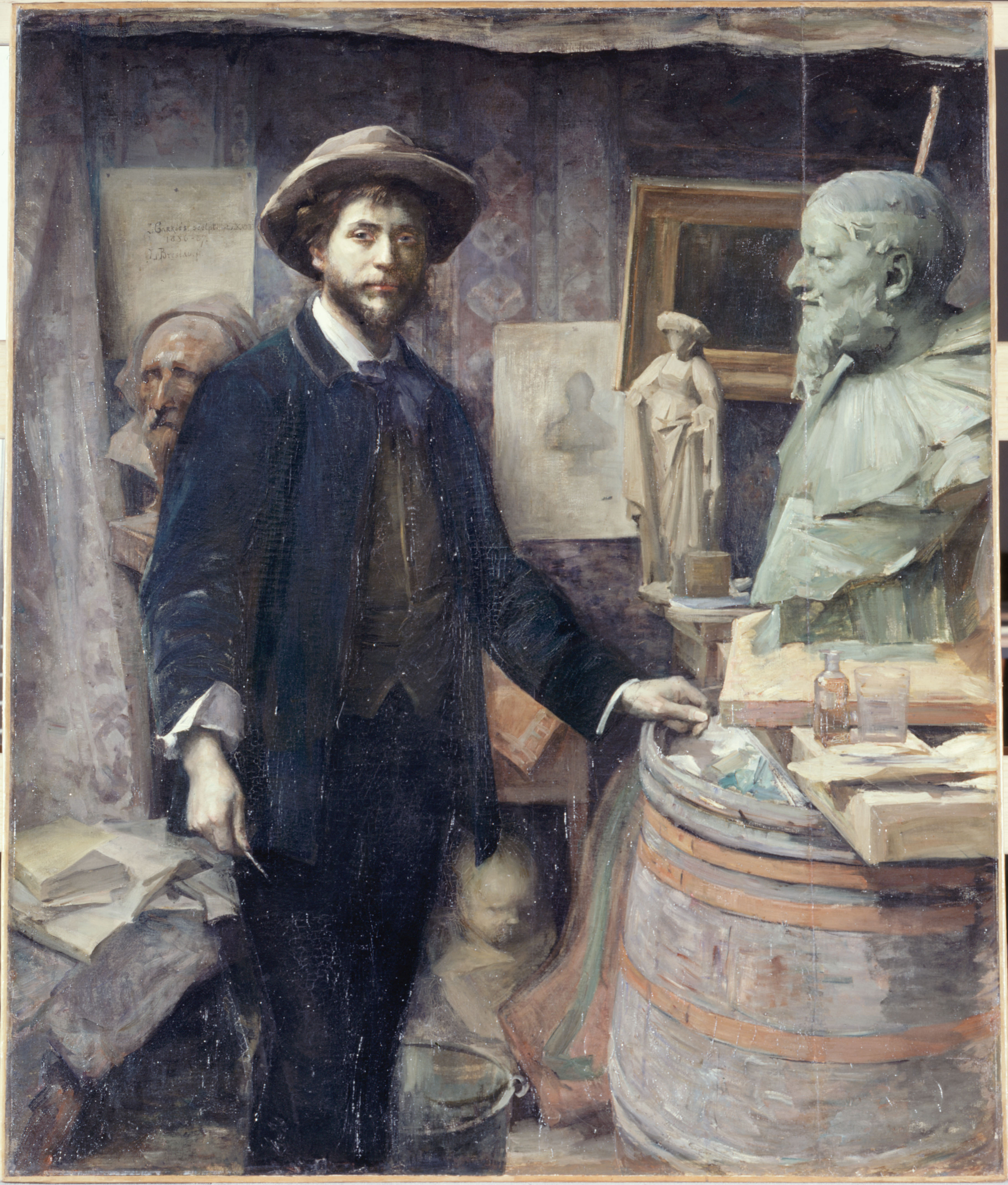
Porträt Jean Carriès, Öl auf Leinwand (1885/1886), Petit Palais, Paris
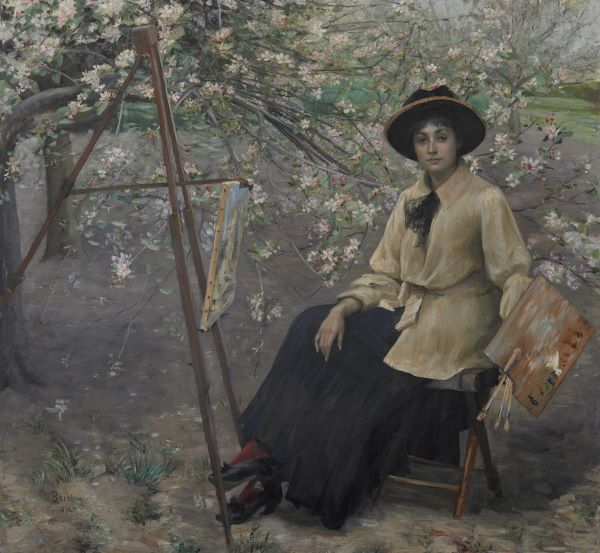
Portrait de Mlle Julie Feurgard (sous les pommiers), 1886, Musée cantonal des Beaux-Arts de Lausanne
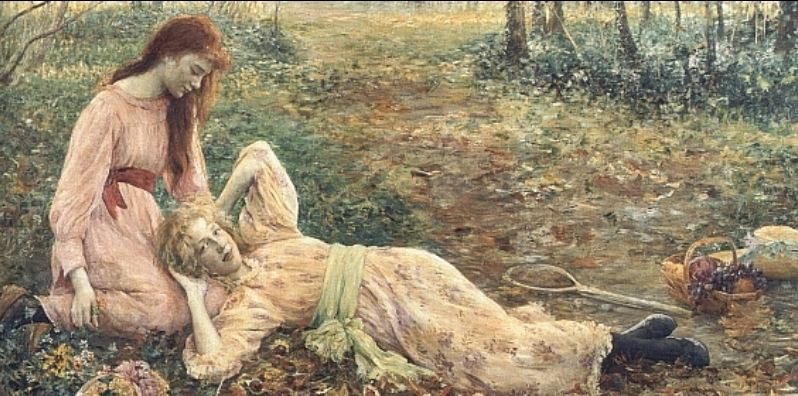
Gamines (1890/1893)
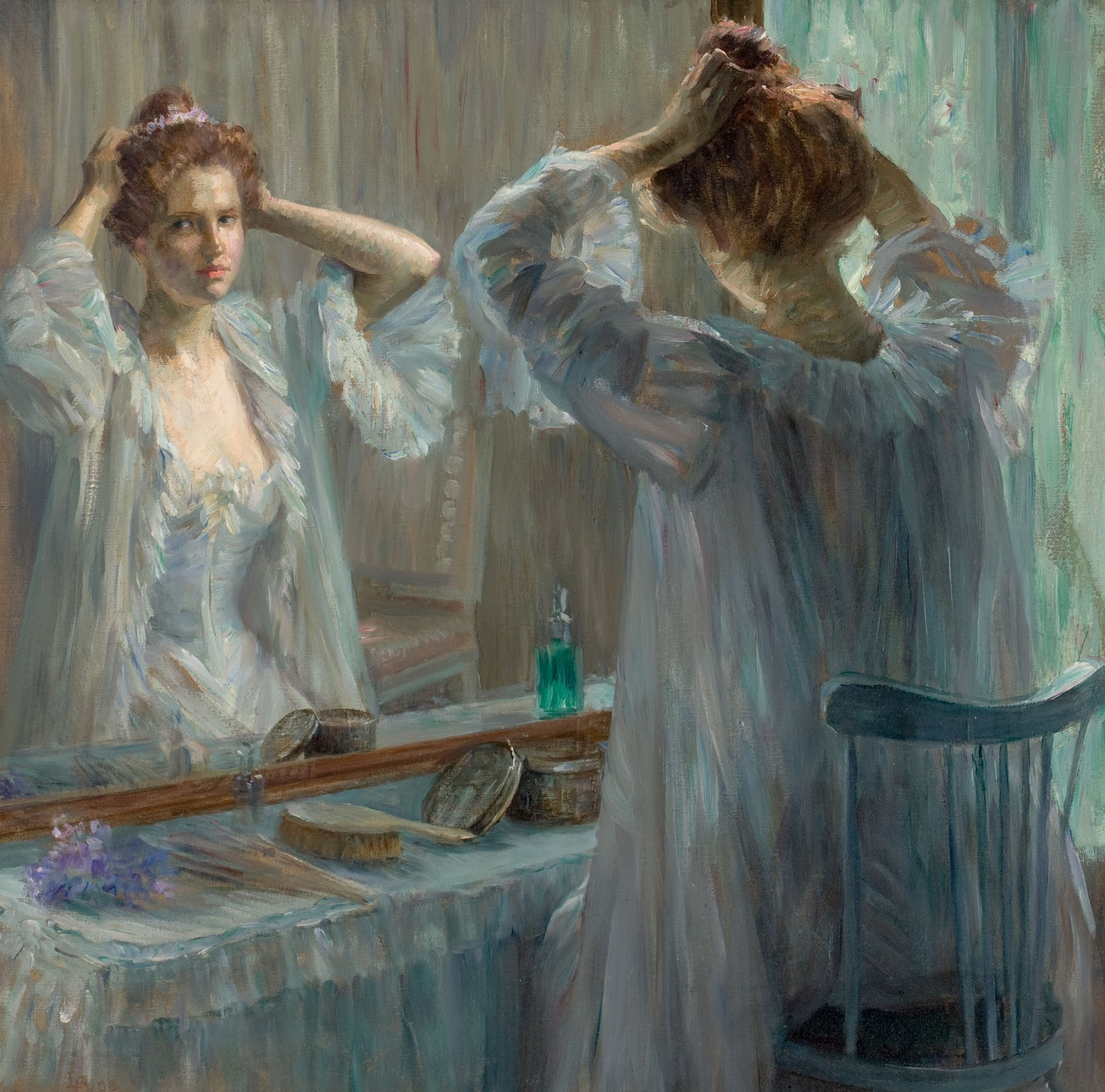
La Toilette (Madeleine Zillhardt), Öl auf Leinwand (1898)
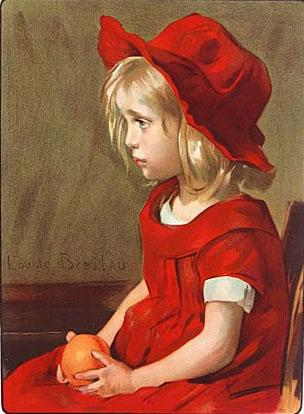
Mädchen mit Orange, zirka 1900
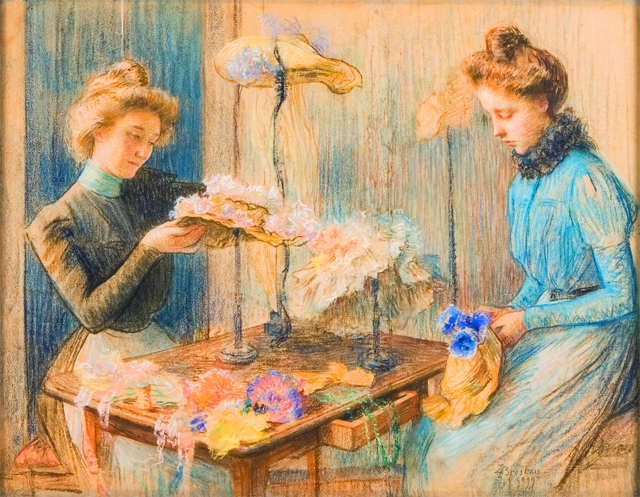
Die Modistinnen, Pastell, (1899)
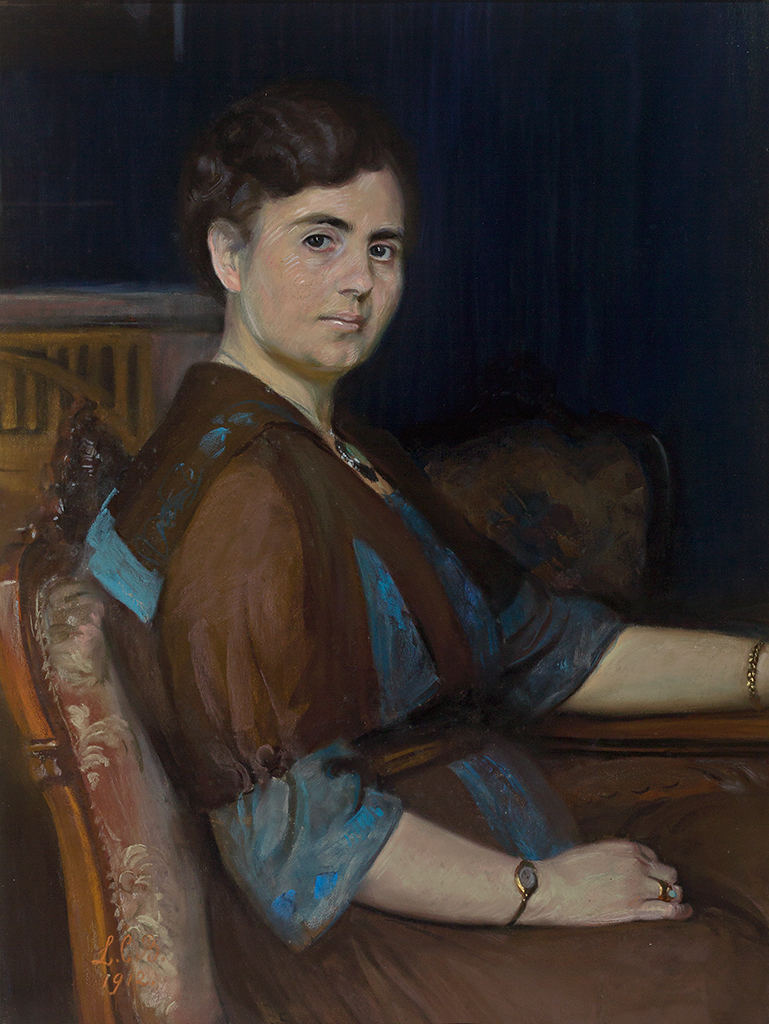
Porträt einer sitzenden Dame, Öl auf Leinwand, (1912)

## Auszeichnungen und Würdigung
- 1891: Zürcher Bürgerrecht

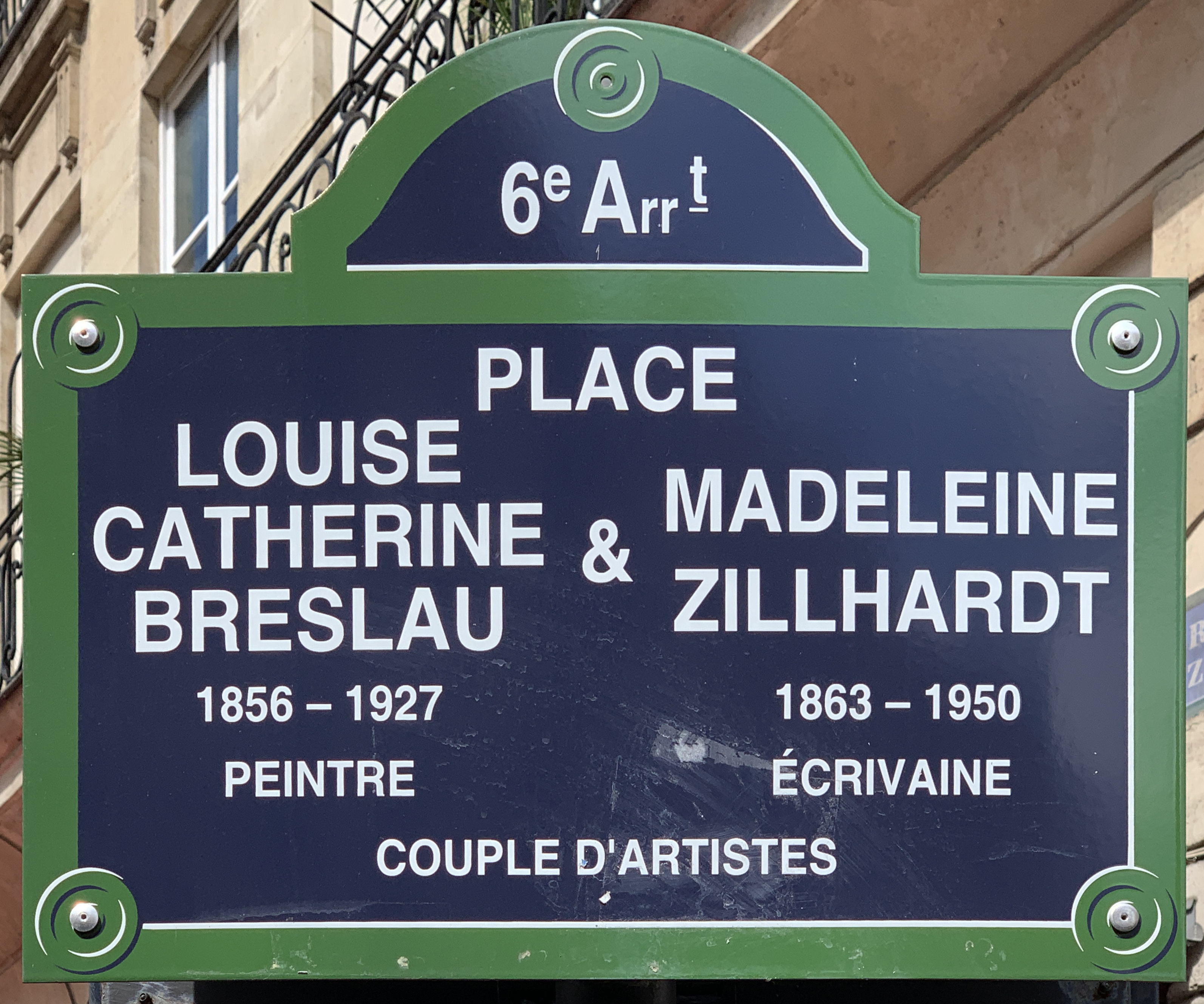
Place Louise Catherine Breslau in Paris

- 1899: Mitglied der Société Nationale des Beaux-Arts
- 1901: Ritter der Ehrenlegion, Louise

Catherine Breslau war die dritte und erste ausländische Frau mit dieser Auszeichnung.
- In Paris, im Saint-Germain-des-Prés, gibt es einen öffentlichen Platz namens Place Louise Catherine Breslau et Madeleine Zillhardt.[4]